# Nanae Fujii
Nanae Fujii (藤井七重?, Fujii Nanae; Tokyo, 2 maggio 1963) è un'ex cestista giapponese.

## Carriera
Con il Giappone ha disputato i Campionati del mondo del 1983 e i Giochi asiatici del 1982.